# 團練使
團練使，全名团练守捉使，唐代官制，负责一方團練（自衛隊）的軍事官职。

## 簡介
唐初團練使有都团练使、州团练使二種，皆负责统领地方自衛隊，地位低於节度使。一般都团练使多由观察使兼任，州团练使常由刺史兼任。
岱岳觀碑載聖曆元年（698年）有兗州團練使即州團練使。
安史之乱後，朝廷廣置團練使，以補充節度使的空缺。史載：“乾元元年（758年），置團練守捉使、都團練守捉使，大者領州十餘，小者二三州。”。
唐代宗廣德二年（764年），於衡州置“湖南都團練守捉觀察處置使”，領衡州、潭州、道州、邵州、永州等五州。
大历十二年（777年）五月，楊綰為相，取消團練使，不久又部分恢復。黄巢之亂後，都团练使渐升为节度使。沿用到五代时期。
宋朝，團練使為武職敘遷寄祿之階，高於刺史而低於防御使，與大多寄祿官相同，並不需要赴任。
元朝末設有團練安輔勸農使來鎮壓農民起義。
明代废除。
清代雖廣設團練，但無團練使一職。